# El Imperio Contraataca: Un Manifiesto Postransexual
«El Imperio Contraataca: Un Manifiesto Posttranssexual» (en inglés: The Empire Strikes Back: A Posttranssexual Manifesto) es un ensayo de Sandy Stone escrito en 1987. Se considera el primer texto sobre estudios transgénero en el ámbito académico a partir del cual surgieron otros trabajos críticos sobre el tema. El ensayo examina la forma de estudiar, tratar y considerar a las mujeres transgénero a lo largo de la historia de la medicina occidental.
En el ensayo Stone critica la investigación médica y la teoría que considera que las personas transgénero son demasiado ilógicas o están demasiado «rotas» como para poder opinar por sí mismas, así como la necesidad de tener passing de género y su papel en mantener el binarismo de género y la norma social sexista. Stone sostiene que estos fenómenos sociales han impedido a las personas transgénero formar parte de su propio discurso con las consecuencias psíquicas, sociales y políticas negativas que esto ha producido. En respuesta, propone la formación de un contradiscurso que cambie la interpretación binaria del género, permitiendo así que las personas transgénero hablen como las personas trans que son.
Escribió el ensayo en gran medida como respuesta a los ataques personales de Janice Raymond en su libro de 1979 The Transsexual Empire: The Making of the She-Male, así como al acoso selectivo que Stone experimentó durante su trabajo en Olivia Records.

## Contexto
«El Imperio Contraataca: Un Manifiesto Posttranssexual» fue escrito principalmente en respuesta al libro de Janice Raymond de 1979 , El Imperio Transsexual: La Creación del She-Male. En este libro se critica a Stone, una mujer transgénero, por estar empleada como ingeniera de sonido en el sello discográfico de música femenina Olivia Records. Stone también ha sido objeto de acoso organizado por parte de feministas radicales transexcluyentes (TERFs) que exigían su expulsión de Olivia Records. Algunas personas han argumentado que este comportamiento se vio impulsado y animado por el texto de Raymond. Stone terminó abandonando Olivia Records para centrarse en objetivos académicos.
Stone terminó de escribir su ensayo como estudiante de doctorado en la Universidad de California, Santa Cruz (UCSC). Formó parte del programa de historia con conciencia, en el que había profesoras como Angela Davis, Gloria Anzaldúa, Donna Haraway y Teresa de Lauretis, entre otras.

### Historial de publicaciones
Stone escribió el ensayo como proyecto estudiantil de primer año en 1987. En 1988 presentó el ensayo por primera vez en la conferencia «Otras voces, otros mundos: cuestionando el género y la etnicidad» celebrada en la UCSC, universidad en la que Stone estaba cursando su doctorado.
El ensayo se publicó en 1991 en la antología Body Guards: The Cultural Politics of Gender Ambiguity. En 2006, el ensayo fue incluido en The Transgender Studies Reader.

## Resumen
A lo largo del ensayo Stone examina varias representaciones de mujeres «transexuales» que habían transicionado de hombre a mujer, entre ellas autobiografías, biografías y literatura médica. Comienza con un pasaje de Conundrum (1974) de Jan Morris, y continúa analizando el relato de Lili Elbe escrito por Niels Hoyer en Man Into Woman (1933), la autobiografía de Hedy Jo Star I Changed My Sex! (1963) y Canary de Canary Conn (1977). En el ensayo se estudian todos estos relatos por la descripción del transexualismo que ofrecen como un simple cambio de masculino a femenino sin ningún tipo de ambigüedad ni período intermedio, y por su tendencia a reforzar «un modo binario y oposicional de identidad de género».: 6 
También se analiza el papel de profesionales médicos y la literatura médica a la hora de reforzar esta binariedad. En particular, critica el informe de Niels Hoyer de que, tras una cirugía de afirmación de sexo, la letra de Lili Elbe cambiara drásticamente y empezara a desmayarse al ver sangre. La «escuela del encanto» o «clínica de cuidado personal» de la Clínica Stanford también se cita como una de las formas en la que los médicos, entre los cuales había un número predominante de hombres, intentaran enseñar a las mujeres transexuales a «comportarse como mujeres».: 10 
En la sección cuatro, «¿De quién es esta historia, en definitiva?», el ensayo analiza la cantidad de investigación y literatura escrita sobre la transexualidad que ha sido escrita por personas cisgénero, y compara esta situación con la que han sufrido las mujeres cisgénero históricamente, siendo «infantilizadas» y consideradas demasiado «ilógicas» para hablar por sí mismas y de sí mismas en los ámbitos de la ciencia y la literatura.: 12-13 
Stone también problematiza la categorización del transexualismo como un trastorno en el Manual Diagnóstico y Estadístico de los Trastornos Mentales (DSM) de 1980, citando los estudios de Leslie Lothstein sobre diagnósticos diferenciales para transexuales y otras fuentes que describen el transexualismo como un tipo de enfermedad mental, muchas de las cuales estuvieron basadas en una metodología cuestionable, como preparar muestreos compuestos únicamente por personas gravemente enfermas o trabajadoras sexuales.: 3 
Además, Stone afirma que los criterios de diagnóstico de Harry Benjamin para diagnosticar la transexualidad crearon un circuito de retroalimentación, que hizo que las personas transexuales se intentaran ajustar deliberadamente a estos criterios para poder optar y tener acceso a operaciones de afirmación de género, lo que llevó a los médicos a creer que los criterios eran un método preciso para diferenciar a las personas trans de las cisgénero. De esta forma, las personas trans y los médicos empezaron a «perseguir fines diferentes».: 11  Esto se explica con más detalle en la Enciclopedia de Filosofía de Stanford, que afirma: «Por su lado, argumenta Stone, las personas transexuales han desarrollado sus propias subculturas, así como prácticas distintivas dentro de esas subculturas que contradicen en su totalidad a la definición oficial de la transexualidad (como ayudarse mutuamente a saber qué decir y cómo actuar para que se les pueda designar como transexuales a nivel médico)».

### Crítica al feminismo radical
Stone afirmó que comprendía y hasta cierto punto compartía las sospechas de sus detractoras feministas, señalando que tanto los relatos autobiográficos como los oficiales sobre la transexualidad tendían a reproducir normas sexistas, y declaró: «Puede que no sorprenda que todos los relatos que incluya aquí sean similares a la descripción masculina fetichista de una mujer, como réplica de un rol socialmente impuesto o la forma en la que se ha constituido su identidad femenina basada en su género performativo».: 5  Stone analiza el feminismo radical de manera crítica, no por compartir esta tendencia, sino por su objetivo de reducir a las mujeres trans a instrumentos de dominación patriarcal y rechazar sus opiniones a la hora de hablar por sí y de sí mismas.
Stone critica directamente a Raymond por lo que considera una «intolerancia inexcusable», específicamente la afirmación de Raymond de que «todas las transexuales violan los cuerpos de las mujeres».: 15-16  Citando este lenguaje como ejemplo, Stone critica la tendencia de feministas radicales transexcluyentes a totalizar a las mujeres trans como «.. robots de un patriarcado insidioso y amenazante, un ejército alienígena diseñado y construido para infiltrarse, pervertir y destruir a las mujeres 'reales'».: 13 
A la luz de estos conflictos, Stone afirma que no aboga por un «discurso compartido» con el feminismo, ya que las mujeres trans no siempre experimentan la misma opresión que sufren las mujeres «genéticamente naturales» antes de su transición.: 13  Más bien, argumenta:: 14 

Sugiero que comencemos por tomar la acusación de Raymond de que «los transexuales dividen a las mujeres» un paso más allá y la convirtamos en una fuerza productiva que sirva para deshacer los viejos discursos binarios de género, así como el propio discurso monista de Raymond. Para poner en primer plano las prácticas de inscripción y lectura que forman parte de esta invocación deliberada de la disonancia, propongo constituir a los transexuales no como una clase o un «tercer género» problemático, sino más bien como un género: un conjunto de textos encarnados cuyo potencial para la disrupción productiva de las sexualidades estructuradas y los espectros del deseo aún está por explorar.

### Llamada a la acción
En el momento de escribir este artículo, Stone creía que las voces de las personas trans no estaban adecuadamente representadas en el discurso dominante y que la comunidad aún no había podido formar un contradiscurso efectivo. Sostiene que en parte la institución del passing tiene la culpa  de este fenómeno, en primer lugar porque el passing es cómplice de una construcción médica de la transexualidad que reafirma una binariedad estricta de género, y en segundo lugar porque requiere la práctica de borrar el pasado de uno mismo, en palabras de Stone, desaparecer de tu propia «historia plausible».: 13,14 Este autoborrado que es necesario para acceder al tratamiento y la aceptación social no sólo es dañino a nivel personal por la autonegación y la vergüenza que conlleva, sino también a nivel político al obligar a las personas trans a perder su propia cultura, argumenta Stone. Repite abiertamente el llamamiento político a la acción dirigido a las personas homosexuales para que salgan del armario y sean más «visibles»:: 16 

Esto es algo que le puede resultar familiar a la persona de color cuya piel es lo suficientemente clara como para hacerse pasar por blanca, o al gay o lesbiana que esté oculta en el armario... o a cualquiera que haya elegido la invisibilidad como una solución imperfecta a la disonancia personal. En esencia, estoy rearticulando uno de los argumentos a favor de la solidaridad que han desarrollado los gays, las lesbianas y la gente de color.

Stone concibe al «postransexual» como un transexual que renuncia al passing cisgénero. Stone cree que esta es la condición previa para poder contar con un discurso honesto y efectivo, y afirma: «Para una persona transexual, como tal, generar un contradiscurso verdadero, efectivo y representativo es hablar desde más allá de los límites del género».: 13 
Cerca del final del ensayo, Stone concluye:: 16 

La esencia del transexualismo es el acto de passing. Un transexual que logra pasar está obedeciendo al imperativo derridiano: "Los géneros no deben mezclarse. No mezclaré los géneros." No podría pedirle a una persona transexual nada más inconcebible que renunciar al passing, que dejarse leer conscientemente, leerse en voz alta a sí misma—y, mediante esta lectura inquietante y productiva, comenzar a escribirse dentro de los discursos por los cuales ha sido escrita—es decir, en efecto, convertirse en una (¡atención! ¿me atrevo a decirlo otra vez?) postransexual.
Sandy Stone

## Análisis
Chris Coffman, profesor asociado de la Universidad de Alaska Fairbanks, escribió que el ensayo de Stone reivindicaba la identidad de las personas transgénero dentro de la teoría y la cultura feministas. Coffman señaló que el trabajo de Stone, junto con el de otros teóricos queer, contradecía las construcciones previas de la identidad transgénero ofrecidas por las instituciones médicas y se oponía a la academia que presentaba a las personas transgénero como psicológicamente anormales.
La Enciclopedia de Filosofía de Stanford afirma que el texto está inspirado en «Un Manifiesto Cyborg» de Haraway y en «La conciencia mestiza» de Gloria Anzaldua. Stone hace referencia explícita a la teorización de Haraway sobre «Coyote»: 13 , un proceso de autotransformación continua. El ensayo también está influenciado por la teoría textual de Jacques Derrida y la política de resistencia de Michel Foucault.
Otros académicos han ampliado los conceptos de Stone o los han incorporado a sus propios marcos, como Talia Mae Bettcher, cuyo concepto de autoridad en primera persona (APP) está inspirado en la apelación de Stone a las «narrativas transautorizadas».
En el libro Partly Colored, Leslie Bow resume la idea de Stone de que los transexuales se enfrentan al «imperativo cultural» de ser aceptados socialmente al representarse como hombres o mujeres cisgénero, y lo compara con los escritos de James Loewen sobre las presiones raciales de lo que significaba ser chino o tener «identidades negras o blancas definidas por el estado» en los Estados Unidos durante la era de Jim Crow.

## Recepción e impacto
A El Imperio Contraataca se le atribuye frecuentemente ser el texto fundador de los estudios transgénero en el ámbito académico a partir del cual surgieron otras obras críticas sobre temas transgénero.
En 2016, Susan Stryker y Talia M. Bettcher escribieron que «el manifiesto de Stone integra muchas vertientes diferentes de análisis feminista, queer y trans en un potente conjunto de herramientas conceptuales que sigue siendo vital para el campo hoy en día».